# Saint-Lary-Soulan
Saint-Lary-Soulan (en occitano: Sent Lari e Sola) es una comuna francesa, situada en el departamento de Altos Pirineos, en la región de Occitania.

## Demografía
| 594 | 687 | 710 | 921 | 1108 | 1024 | 1073 |
| Para los censos de 1962 a 1999 la población legal corresponde a la población sin duplicidades (Fuente: INSEE [Consultar]) |     |     |     |      |      |      |

## Hermanamientos
- Boltaña, Huesca, España.[3]